# Fred Henne Territorial Park
Der Fred Henne Territorial Park ist ein Provinzpark in den kanadischen Nordwest-Territorien. Abweichend von den meisten anderen kanadischen Provinzen, werden die Provinzparks im Nordwest-Territorium als Territorial Park bezeichnet.
Der Park ist nach Fred Henne, einem ehemaligen Bürgermeister von Yellowknife, benannt.
Der Park liegt am Long Lake, nordwestlich von Yellowknife, in der North Slave Region. Von Yellowknife aus ist der Park über den Yellowknife Highway (Northwest Territories Highway 3) zu erreichen. Der Park wird nur durch den Highway vom Yellowknife Airport getrennt.
Der am sogenannten Frontier Trail gelegene Park hat 105 (teilweise reservierbare) Stellplätze für Wohnmobile und Zelte und verfügt über Sanitäranlagen mit Dusche. Außerdem gehört eine sogenannte Day Use Area zum Park.